# Jon Sudbø
Jon Sudbø, né le 3 mai 1961, est un dentiste, un oncologue et un chercheur norvégien.

## Fraude
Pendant plusieurs années, il s'est rendu coupable de fraude scientifique en publiant des articles contenant des résultats inventés ou manipulés. Cette fraude a été dévoilée en 2006 par la scientifique norvégienne Camilla Stoltenberg après la parution d'un article traitant du cancer de la bouche dans la revue The Lancet,. 
Il a été obligé de démissionner de ses postes de professeur assistant de l'Université d'Oslo et de consultant en oncologie à l'Hôpital norvégien du radium. La même année, ses droits d'exercer la médecine et la médecine dentaire lui ont été retirés. L'Université d'Oslo, après avoir découvert que sa thèse de doctorat en médecine était elle-même basée sur des résultats frauduleux, a annulé ce diplôme. 
En 2009, Sudbø a obtenu à nouveau le droit de pratiquer la médecine et la médecine dentaire, sous certaines conditions.